# Crassadomini
Crassadomini — триба двостулкових молюсків родини Гребінцеві (Pectinidae).

## Класифікація
- Триба Crassadomini Waller, 1993
  - Crassadoma Bernard, 1986
  - Caribachlamys Waller, 1993